# Волынское княжество

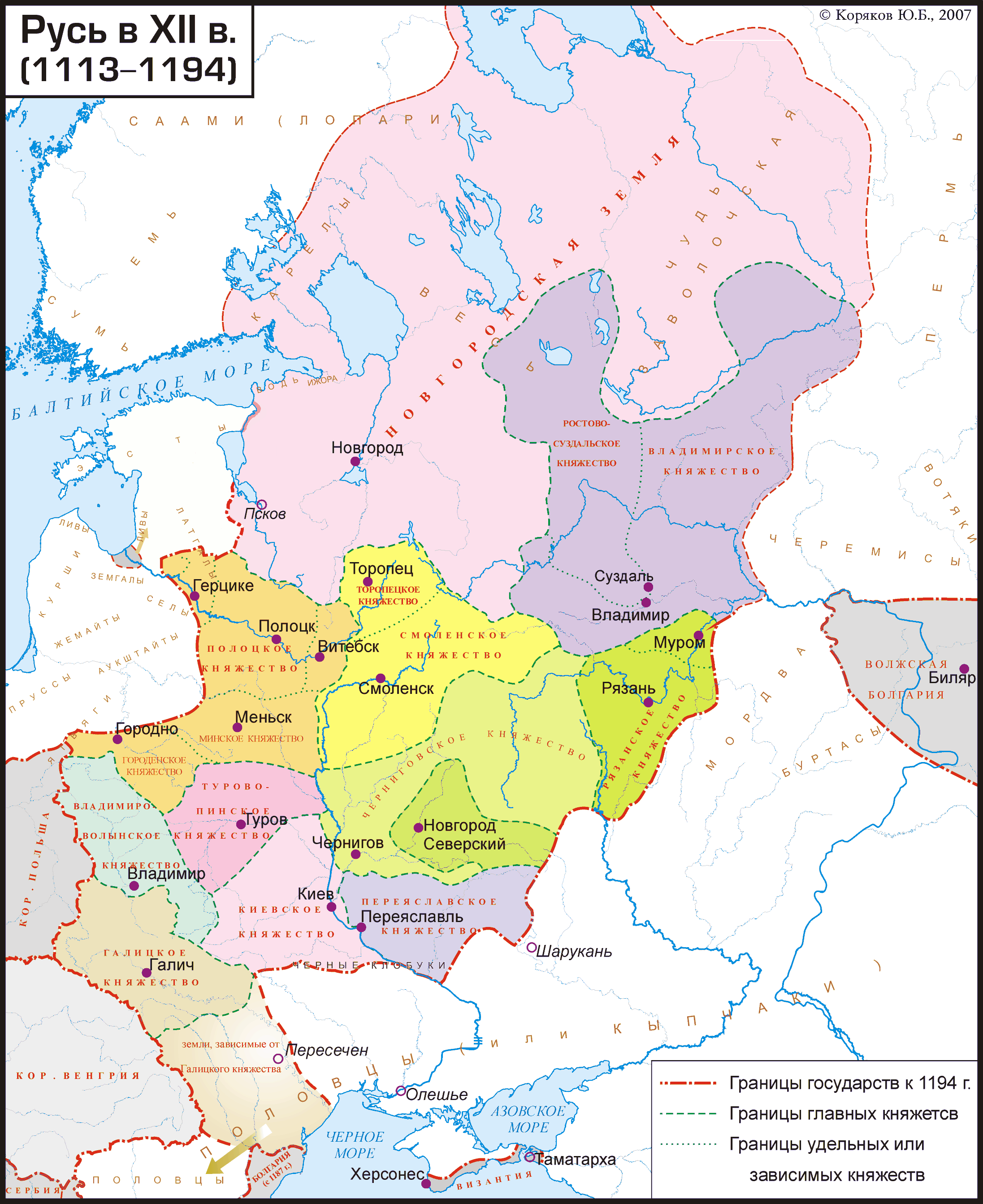
Русь в XII веке

Волы́нское кня́жество или Влади́миро-Волы́нское кня́жество (укр. Волинське князівство, Волинсько-Володимирське князівство) — западнорусское удельное княжество с центром во Владимире-Волынском, существовавшее с X по XV век. В летописях — Володимерское.

## География
Волынское княжество граничило на севере с Городенским княжеством, на востоке — с Турово-Пинским и Киевским княжествами, на юге — с Галицким княжеством, на западе — с Польшей.
В XII веке в состав княжества входили такие города, как Кременец, Луцк, Буск, Дорогобуж, Берестье, Кобрин, Белз, Червен, Шумск, Изяславль, Пересопница, Дорогичин.

## История
Первым волынским князем был Всеволод, сын Владимира Святославича Святого. С 1057 года, после перевода в Смоленск Игоря Ярославича, город Владимир вместе с Туровом относились к вотчине Изяславовой, с 1078 года здесь княжил его сын Ярополк.

### Обособление Перемышльского и Теребовльского княжеств (1084—1086)
В конце XI века в Перемышле и Теребовле утвердилась линия потомков старшего из сыновей Ярослава I Мудрого, Владимира Ярославича, умершего до кончины отца. По этой причине, в соответствии лествичным правом его потомки признавались изгоями. При княжении во Владимире-Волынском Ярополка Изяславича при нём находились внуки Владимира Ярославича, братья Ростиславичи — Рюрик, Володарь и Василько.
В 1084 году на Пасху во время отъезда Ярополка к дяде Всеволоду Ярославичу в Киев Ростиславичи вначале бежали в Перемышль, где собрали войско и заняли Владимир. Великий князь киевский Всеволод Ярославович предпринял во Владимир карательный поход во главе с сыном Владимиром Мономахом, который вернул княжество Ярополку Изяславичу. В это же время волынский изгой Давыд Игоревич добился от великого киевского князя выделения ему города Дорогобужа, перекрыв в низовьях Днепра в Олешье торговый путь к грекам. Интересы Ярополка вновь оказались нарушены.
В 1085 году Ярополк выступил против Киева. Всеволод послал на него Владимира Мономаха, и Ярополк, оставив в Луцке мать и жену, бежал в Королевство Польское. Луцк сдался Мономаху, который захватил здесь семью Ярополка, его дружину и всё имущество, а во Владимире посадил Давыда Игоревича.
В 1086 году Ярополк вернулся из Польши, заключил мир с Владимиром Всеволодовичем и снова сел во Владимире. «Поучение Владимира Мономаха» называет место заключения мира — Броды, и называет время года — зиму. В том же году Ярополк отправился в поход на Галичину и 22 ноября под Звенигородом был предательски убит собственным дружинником Нерадцем. Похоронен в Дмитровском монастыре в Киеве. Нерадец бежал к Рюрику Ростиславичу и в организации убийства молва обвинила Ростиславичей.

### Первая половина XII века
В 1097 году Любечский съезд провозгласил владения князей их вотчинами, в том числе и Волынь — вотчиной Давыда Игоревича. Однако, сразу вслед за этим последовала война за Волынь, Перемышль и Теребовль при участии Ростиславичей и Святополка Изяславича, закончившаяся присоединением Волыни к Киеву и вокняжением там Ярослава Святополчича.
В 1117 году произошёл разрыв Ярослава с его дядей, Владимиром Мономахом, княжившим тогда в Киеве. Война закончилась новым присоединением Волыни к Киеву, вокняжением на ней сыновей Владимира — Романа, затем Андрея, и гибелью Ярослава (1124).
В начале 1140-х годов великому киевскому князю Всеволоду Ольговичу также удалось ненадолго овладеть Волынью, сохранив Переяславль в руках Мономаховичей после смерти в нём Андрея Владимировича. После смерти Всеволода (1146) Изяслав Мстиславич овладел Волынью (и Туровом) и в последующие годы в междоусобной борьбе против своего дяди Юрия Долгорукого пытался, пользуясь поддержкой киевлян, сделать Киевское княжество своим родовым владением, но безуспешно. Изяславу (ум. 1154) удалось закрепить за своим потомством только Волынь: последующая смена киевских князей не влияла напрямую на владимиро-волынский престол.

### Вторая половина XII века
В конце 1150-х годов галицкий изгой Иван Ростиславич Берладник был принят Изяславом Давыдовичем киевским, что повлияло на сложение союза Галича с Волынью и привело к новой междоусобице. Волынские князья, в отличие от галицких, имели вотчинные права на Киев, но вынуждены были мириться с аналогичными правами Ростиславичей смоленских, и их разногласия использовались суздальскими князьями Андреем Боголюбским (взятие Киева (1169)) и Всеволодом Большое Гнездо. В начале 1170-х годов Ярослав Изяславич луцкий был старшим в роду Изяславичей и руководил их совместными военными акциями, но при этом оставался князем луцким.
Сыновья Изяслава Мстислав и Ярослав княжили соответственно во Владимире-Волынском и Луцке. Центры уделов сыновей Мстислава находились затем также в Белзе, Червне и Берестье, Ярослава — в Пересопнице, Дорогобуже и Шумске.
В 1188 году в ходе борьбы за власть в Галиче Роману Мстиславичу волынскому удалось ненадолго занять галицкий престол, но затем пришлось уступить его венграм. В 1199 году Роман занял галицкий престол окончательно после смерти последнего представителя первой галицкой династии Владимира Ярославича.

## В составе Галицко-Волынского княжества
В 1199 году князь Роман Волынский был приглашён на престол Галицкого княжества и объединил его со своим, в результате чего образовалось Галицко-Волынское княжество. В течение десятилетия после гибели Романа в битве при Завихосте (1205) его сыновьям Даниилу и Васильку Романовичам удалось укрепиться на Волыни, которую они объединили в своих руках после смерти своего двоюродного дяди, последнего сына Ярослава Изяславича, Мстислава Немого (1227) и изгнания своего двоюродного брата Александра Белзского (1230). Опираясь в борьбе против венгров и черниговских Ольговичей на ресурсы Волынского княжества, Даниилу Романовичу удалось окончательно утвердиться в Галиче в 1239 году.
После смерти Владимира Васильковича, не оставившего наследников (1288), Волынь отошла во владение потомков Даниила. С 1320 года Волынь находилась в зависимости от Великого княжества Литовского. Любарт Гедиминович, женатый первым браком на дочери Андрея Юрьевича, на протяжении многих лет княжил здесь. В результате войны за галицко-волынское наследство (1340—1392) произошёл раздел волынских земель между Польшей и Литвой, Фёдор Любартович лишился владений на Волыни, они были перераспределены в пользу Витовта.

## Экономика
Территория княжества была холмистой и покрытой лесами. Через княжество проходил участок торгового пути, связывавшего Днепр с Балтикой через реку Припять (у Берестья) и участок сухого торгового пути от Киева на Краков и Регенсбург. Автор «Слова о полку Игореве» писал, что волынские князья не по праву побед расхитили себе владения, подразумевая богатство волынской земли. К моменту монгольского нашествия Волынь делила 1 место по количеству крепостей с укреплённой площадью более 1 га с Чернигово-Северской и Суздальской землями (около 30 в каждой). Венгерский король Андраш II в начале 1230-х годов отмечал качество фортификационных сооружений Владимира-Волынского, говоря, что он такого не видел и в немецких странах. Волынский Кременец был, возможно, единственным городом на Руси, находившимся на пути следования монголов, но не взятым ими.